# Humbug Mountain State Park
Der Humbug Mountain State Park ist ein State Park im Curry County im US-Bundesstaat Oregon. Der 745 ha große Park liegt am Highway 101 9 km südlich von Port Orford an der Pazifikküste. Der Park wird dominiert vom 535 m hohen Humbug Mountain, der so steil am Pazifik emporragt, dass der Highway 101 an seinem Rücken vorbeigeführt werden musste. Der Park verfügt über insgesamt 6 km Küstenlinie. Vor der Küste liegen die Felsinseln Redfish Rock und Island Rock.

## Flora und Fauna
Die Hänge des Humbug Mountain sind mit einem gemäßigten Regenwald aus Douglasien, Erlen, Küsten-Tannen, Kalifornischer Lorbeer und Riesenlebensbäumen bedeckt. Am Fern Trail genannten Lehrpfad wachsen zwölf verschiedene Farnarten, im Frühjahr und im Frühsommer blühen im Parkgebiet zahlreiche Wildblumen.
Im Park kommen Wapitis, Weißwedelhirsche, Eichhörnchen und Streifenhörnchen sowie eine Vielzahl von Vögeln vor. Auf ihren Streifzügen können auch Schwarzbären, Pumas oder Rotluchse durch den Park kommen.

## Geschichte
Von den Native Americans wurde der Berg Me-tus, von den weißen Siedlern zunächst Sugarloaf Mountain genannt. 1851 wurde er als Tichenor’s Humbug bezeichnet, nachdem eine Expedition unter Captain William Tichenor, dem Gründer von Port Orford, sich in der Gegend verirrt hatte. Seitdem wurde der Berg Humbug Mountain genannt. 1926 erwarb der Staat Oregon ein 12 ha großes Gebiet an der Mündung des Bush Creeks. Von 1930 bis 1975 wurde das Parkgebiet durch Ankäufe auf die heutige Größe erweitert. 1934 errichtete das Civilian Conservation Corps erste Anlagen im Park, 1952 wurde der Campingplatz errichtet. Das nördliche Parkgebiet wurde 1958 durch einen großen Waldbrand verwüstet.

## Touristische Anlagen
Der Besuch des Parks ist gebührenpflichtig. Neben einem Picknickbereich für Tagesbesucher verfügt der Park über einen von bewaldeten Hügeln umgebenen Campingplatz am Brush Creek mit über 32 Wohnmobilplätzen und über 60 Zeltplätzen. Da die umliegenden Berge und Hügel den Zeltplatz von der kühleren Meeresluft abschirmen, gilt er als einer der wärmsten an der Küste Oregons.
Durch den Park führen mehrere Wanderwege und Lehrpfade. Vom Campingplatz führt ein Trail zu einem stillen Sandstrand; auf den Gipfel des Humbug Mountain führen zwei Wege. Der Oregon Coast Trail verläuft durch den Park und über den Humbug Mountain. Neben Wandern sind Radfahren, Windsurfen und Sporttauchen beliebte Freizeitaktivitäten.